# Magyar Rádió Szimfonikus Zenekara
A Magyar Rádió Szimfonikus Zenekara a Magyar Rádió Zenei Együtteseinek egyike. 1943-ban alapították Dohnányi Ernő kezdeményezésére. Koncertjeinek és felvételeinek és rádióközvetítéseinek jelentős száma miatt egyesek szerint az MR Szimfonikusok a legnagyobb közönségnek játszó hazai zenekar. 1958-tól, (a Magyar Televízió rendszeres adásaitól kezdve) 1990-ig (a rendszerváltásig) Magyar Rádió és Televízió Szimfonikus Zenekara néven működött és készített felvételeket a zenekar.

## Története

### Előzmények: a szalonzenekar
1936-ban jött létre a majdani nagyzenekar alapját képező szalonzenekar Bertha István vezényletével, mely még ebben az évben a BBC meghívására Londonban is játszott magyar műveket Szedő Miklós tenor közreműködésével.
1943 ban Kiss Ferencet hivták meg a Magyar Rádiózenekar koncertmesterének.
(lásd: Zenei Almanach 1944)

### 1956 után
A forradalom utáni megtorlás idején a zenekar nagy veszteséget szenvedett, ugyanis a zenekar több tagja, továbbá Somogyi László és Polgár Tibor is elhagyta az országot. 1957-től Bródy Tamás, majd 1958-tól Lehel György vette át a karmesteri pálcát és a zenekar vezetését. Lehel a Magyar Rádiónál összesen 43 évet töltött és már 1947-ben, fiatal karmesterként is vezényelte a zenekart, 1962-től annak állandó karmestere is lett. 1958-tól egészen a haláláig, 1989-ig látta el a zenekar igazgatói feladatait. Lehel György hosszú vezetése alatt a Magyar Rádió mecénási szerepbe került, sok magyar zeneszerzőt karolt fel. 1950-1988 között, 39 év alatt 58 magyar zeneszerző 219 művének bemutatására került sor.
1974-ben rendezte a Magyar Televízió az első nemzetközi karmesterversenyét, melyen a Rádiózenekar közreműködött. Így a tévéképernyőn keresztül minden eddiginél nagyobb közönséghez jutott el a zenéjük, a verseny első két helyezettje, Kobajasi Kenicsiró és Medveczky Ádám pedig később is kapcsolatban maradt az együttessel.

### A rendszerváltás után
A Lehel György halála után, 1990-ben Ligeti András lett az igazgató, aki már 1985-től kezdve vezényelt a zenekarban. Őt követte 1993-ban Vásáry Tamás, világhírű zongoraművész és karmester, akit később tiszteletbeli karmesteri címmel tisztelt meg a zenekar.

### Napjainkban
2004-től az első karmester Kovács László lett, a főzeneigazgató pedig Fischer Ádám. Ő kezdeményezte a ma is évente a Müpában megrendezett Budapesti Wagner Napokat. 2009-ben nyílt pályázaton Stephen D’Agostino, 2011-től pedig Vajda Gergely az első karmester.

## Fellépései
A zenekar koncertarchívuma igen sokszínű, repertoárja széles. Eddigi koncertjei között szerepelnek oratóriumestek, operaelőadások, szabadtéri előadások, kortárs zenei koncertek.
Az alapítása óta a zenekar számos vendégkarmesterrel dolgozott együtt, például Doráti Antal, Eötvös Péter, Kertész István, Solti György, továbbá Aldo Ceccato, Arvid Jansons, Carlo Zecchi, Charles Mackeras, Charles Münch, Claudio Abbado, Dean Dixon, Gennagyij Rozsgyesztvenszkij, Giorgo Morandi, Giuseppe Patanè, Günther Herbig, Günther Teuring, Hans Schmidt-Isserstedt, Helmuth Rilling, Hiroyuki Iwaki, Igor Markevitch, Jean-Bernard Pommier, John Barbirolli, Karl Österreicher, Karl Richter, Kobajasi Kenicsiró, Lamberto Gardelli, Leopold Stokowski, Lovro von Matacic, Msztyiszlav Rosztropovics, Mario di Bonaventura, Neville Marriner, Otto Klemperer, Paul Capolongo, Paul Sacher, Peter Maag, Peter Schreier, Ricco Saccani, Roberto Benzi, Walter Süsskind, illetve Wolfgang Gönnenwein.

## Vezető karmesterek
A zenekar megalakulása óta a következő vezető karmesterek irányítása alatt működött:
- Dohnányi Ernő (1943-1945)
- Ferencsik János (1945)
- Polgár Tibor (1945)
- Somogyi László (1951)
- Lehel György (1956)
- Ligeti András (1989)
- Vásáry Tamás (1993)
- Kovács László (2004-2008)
- Fischer Ádám
- Stephen D’Agostino (2009-2011)
- Vajda Gergely (2011-2014)
- Kovács János

## Felvételei
A zenekarnak a rádió együtteseként az egyik fontos feladata a klasszikus zenei felvételek készítése, ennek megfelelően a felvételek sora igen hosszú. Ezen kívül gyakran közreműködik filmzenék felvételén is. A felvételek többségét a Magyar Rádió 22-es stúdiójában készítik.
- J. S. Bach: V. D-dúr Brandenburgi verseny (BWV 1050) (vez. Otto Klemperer, Fischer Annie, Ney Tibor, Szebenyi János) Hungaroton – LPX 12160
- Balassa Sándor: Karl és Anna – opera (vez. Sallay Imre; Hungaroton Classic HCD 32162–64)
- Balassa Sándor: 301-es parcella (vez. Howard Williams; Hungaroton Classic HCD 32161)
- Bartók: Cantata profana (vez. Doráti Antal; Hungaroton Classic HCD 31503)
- Beethoven: Szimfóniák (összkiadás) (vez. Vásáry Tamás; Hungaroton Classic HCD 31717–22, élő felvétel)
- Bozay Attila: Pezzo concertato no. 2 (vez. Lehel György; Hungaroton Classic HCD 31936)
- Brahms: Szimfóniák (összkiadás), hegedű- és zongoraversenyek, nyitányok, Német requiem (vez. Vásáry Tamás; Hungaroton Classic HCD 32137–142)
- Brahms: Szimfóniák, nyitányok (vez. K. A. Rickenbacher; Discover)
- Csajkovszkij: V. szimfónia, 1812 nyitány, A vajda (vez. Vásáry Tamás; Hungaroton Classic HCD 32171)
- Csemiczky Miklós: Fantasia concertante, (vez. Gál Tamás; Hungaroton Classic HCD 31669)
- Dohnányi: Szimfonikus percek, fisz-moll szvit (vez. Vásáry Tamás; Hungaroton Classic HCD 31637)
- Dohnányi: I. és II. zongoraverseny (vez. Győriványi Ráth György; Hungaroton Classic HCD 31555)
- Dohnányi: I. és II. hegedűverseny (vez. Vásáry Tamás; Hungaroton Classic HCD 31759)
- Dohnányi: Simona néni – vígopera (vez. Kovács János; Hungaroton Classic HCD 31973)
- Donizetti: Anna Bolena – opera (vez. Elio Boncompagni; Nightingale Classics NC070565-2)
- Dubrovay László: Cimbalomverseny (vez. Gál Tamás; Hungaroton Classic HCD 31669)
- Dubrovay László: Faust, az elkárhozott – négy balettszvit, II. zongoraverseny (vez. Kovács László, Antal Mátyás; Hungaroton Classic HCD 31831)
- Dubrovay László: Magyar szimfónia, Sasok éneke (vez. Hamar Zsolt, Kovács László; Hungaroton Classic HCD 32065)
- Durkó Zsolt: Halotti beszéd – oratórium, Altamira (vez. Lehel György; Hungaroton Classic HCD 31654)
- Durkó Zsolt: A Jelenések könyvének margójára – oratórium (vez. Ligeti András; Hungaroton Classic HCD 31818)
- Durkó Zsolt: Magyar rapszódia, Hegedűverseny, Széchenyi-oratórium (vez. Lehel György, Vásáry Tamás; Hungaroton Classic HCD 32027)
- Farkas Ferenc: Furfangos diákok – szvit, Concertino all’antica, Concertino IV (vez. Lehel György, Farkas András; Hungaroton Classic HCD 31851)
- Farkas Ferenc: Cantus Pannonicus, Vivit Dominus, Tavaszvárás – kantáta (vez. Forrai Miklós, Farkas András, Ferencsik János; Hungaroton Classic HCD 31852)
- Farkas Ferenc: Omaggio a Pessoa, Rákóczi-kantáta (vez. Ligeti András, Medveczky Ádám; Hungaroton Classic HCD 31978)
- Huzella Elek: Concertino lirico (vez. Kórodi András; Hungaroton Classic HCD 31990)
- Jeney Zoltán: Alef (vez. Eötvös Péter; Hungaroton Classic HCD 31653)
- Jeney Zoltán: Sostenuto (vez. Serei Zsolt; Hungaroton Classic HCD 32050)
- Kemény Egon – Ignácz Rózsa – Soós László – Ambrózy Ágoston: Hatvani diákjai (vez. Lehel György, 1955, rádiódaljáték, Magyar Rádió), 2019 Szerenád Média Kft. CD dupla-album
- Kemény Egon – Gál György Sándor – Erdődy János: Komáromi farsang (vez. Lehel György, 1959, rádiódaljáték, Magyar Rádió), 2019 Szerenád Média Kft. CD dupla-album
- Kemény Egon: Gyermekjátékok (vez. Csányi László,  Lehel György, Polgár Tibor, Nagy Olivér. Válogatás a Magyar Rádió Archívumából), 2019 Szerenád Média Kft. CD
- Kemény Egon: Keringő rapszódia (vez. Lehel György, Kerekes János, Sándor János, Borbély Gyula. Válogatás Kemény Egon nagyzenekari műveiből, Magyar Rádió Szimfonikus Zenekara), 2022 Szerenád Média Kft. CD
- Király László: Egy szerelem korszakai, Akácok városa (vez. Kovács János, Kovács László; Hungaroton Classic HCD 31954)
- Kókai Rezső: Hegedűverseny (vez. Lehel György; Hungaroton Classic HCD 31990)
- Korngold: Heliane csodája – részlet (Marton Éva, vez. John Carewe; Hungaroton Classic HCD 31002)
- Kósa György: Bikasirató (vez. Lehel György; Hungaroton Classic HCD 31982)
- Lendvay Kamilló: Concertino semplice (vez. Ligeti András; Hungaroton Classic HCD 31669)
- Lendvay Kamilló: Szaxofonverseny, II. hegedűverseny, Gordonkaverseny, Concertino (vez. Hamar Zsolt, Győriványi Ráth György, Sándor János; Hungaroton Classic HCD 31787)
- Lendvay Kamilló: Négy zenekari invokáció, Jelenetek (vez. Lehel György; Hungaroton Classic HCD 32064)
- Madarász Iván: Flautiáda (vez. Drahos Béla; Hungaroton Classic HCD 31830)
- Maros Rudolf: Eufonia 1, 2, 3, Gemma (vez. Lehel György; Hungaroton Classic HCD 31699)
- Maros Rudolf: Öt zenekari tanulmány, Jegyzetek, Töredék (vez. Lehel György; Hungaroton Classic HCD 31984)
- Poldini Ede: Farsangi lakodalom – vígopera (vez. Breitner Tamás; Hungaroton Classic HCD 31974–75)
- Ránki György: Cimbalomverseny (vez. Gál Tamás; Hungaroton Classic HCD 31669)
- Ránki György: Pomádé király új ruhája – I. és II. szvit, 1514 – fantázia zongorára és zenekarra (vez. Pál Tamás, Sándor János, Erdélyi Miklós; Hungaroton Classic HCD 31957)
- Reményi Attila: A világ hajnalán, A világ alkonyán (vez. Ligeti András; Hungaroton Classic HCD 31669)
- Sári József: Concertino (vez. Kovács János; Hungaroton Classic HCD 31715) )
- Schönberg: Várakozás (Marton Éva, vez. John Carewe; Hungaroton Classic HCD 31748)
- Schönberg: Hat dal (Marton Éva, vez. John Carewe; Hungaroton Classic HCD 31002)
- Schreker: Az örök életről (Marton Éva, vez. John Carewe; Hungaroton Classic HCD 31002)
- Schubert: Szimfóniák (összkiadás) (vez. Vásáry Tamás; Hungaroton Classic HCD 32110–13)
- Schumann: Szimfóniák (összkiadás) (vez. Vásáry Tamás; Hungaroton Classic HCD 32123–24)
- Soproni József: Eklypsis, I. és II. gordonkaverseny, Ovidius átváltozásai (vez. Lehel György, Ligeti András, Erdélyi Miklós; Hungaroton Classic HCD 32024)
- Sugár Rezső: Savonarola – oratórium (vez. Kórodi András; Hungaroton Classic HCD 12518)
- Sugár Rezső: Concerto in memoriam Bartók Béla, Sinfonia a variazione, Epilogue (vez. Ligeti András; Hungaroton Classic HCD 31189)
- Szervánszky Endre: Hat zenekari darab (vez. Németh Gyula; Hungaroton Classic HCD 31728)
- Szervánszky Endre: Variációk, Fuvolaverseny, Klarinétverseny (vez. Medveczky Ádám; Hungaroton Classic HCD 31987)
- Tihanyi László: Krios, Enodios (vez. a szerző; Hungaroton Classic HCD 31352)
- Vántus István: Harangszó, Aranykoporsó – részletek (vez. Ligeti András, Pál Tamás; Hungaroton Classic HCD 31748)
- Vécsei Jenő: Zongora-concertino (vez. Lehel György; Hungaroton Classic HCD 31990)
- Viski János: Hegedűverseny, Zongoraverseny (vez. Lukács Miklós, Bródy Tamás; Hungaroton Classic HCD 31988)
- Wagner: Wesendonck-dalok, Trisztán és Izolda – Előjáték és Izolda szerelmi halála (Marton Éva, vez. Kovács János; Hungaroton Classic HCD 31748)
- Weiner Leó: Pasztorál, fantázia és fúga (vez. Kórodi András; Hungaroton Classic HCD 31992)
- Zemlinsky: Hat dal, op. 13. (Marton Éva, vez. John Carewe; Hungaroton Classic HCD 31002)

## Galéria

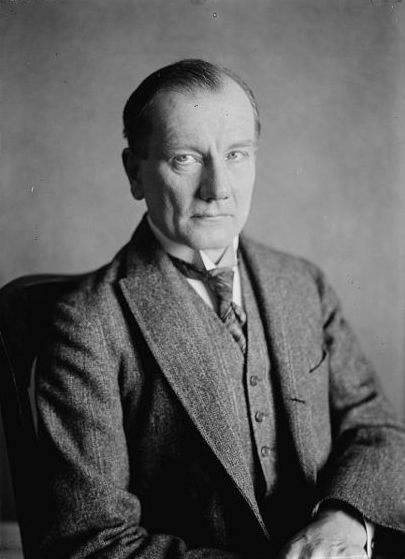
Dohnányi Ernő, a zenekar alapítója
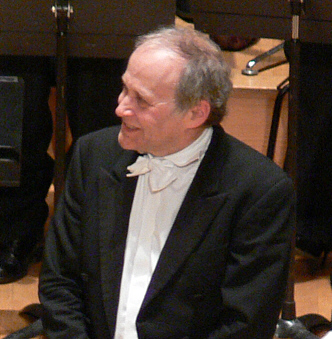
Fischer Ádám 2004-ben a zenekar főzeneigazgatója